# Thomas Stein (Liedermacher)

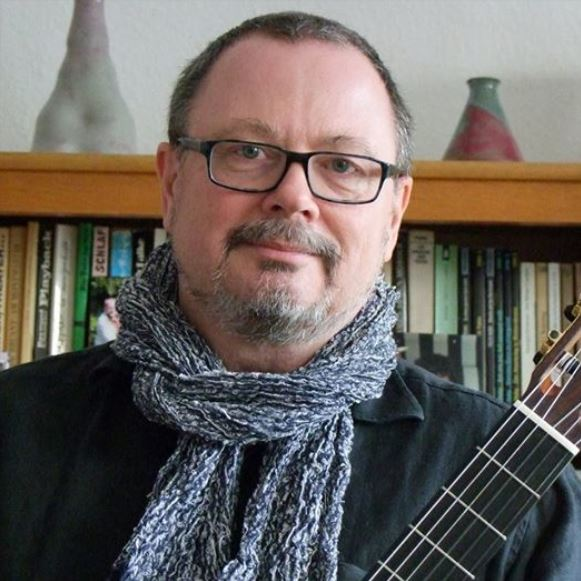
Thomas Stein (2017)

Thomas Ralf Stein (geb. 12. Februar 1959 in Rochlitz, DDR) ist ein deutscher Liedermacher,  Komponist und Autor.

## Leben
Thomas Ralf Stein wuchs von 1959 bis 1973 in Rochlitz auf. Seinen ersten Klavierunterricht erhielt er mit 7 Jahren. Nach dem Besuch der zehnklassigen Oberschule absolvierte er eine Berufsausbildung mit Abitur auf der Neptunwerft in Rostock. Im Laufe seiner Lehrzeit begann er, Gitarre zu spielen und war Mitglied der Sängegruppe der Neptunwerft. Während seines Militärdienstes in der NVA der damaligen DDR entstanden erste Gedichte und Liedtexte. Danach nahm er 1981 ein Studium an der Ingenieurhochschule für Seefahrt Warnemünde/Wustrow in der Fachrichtung Fertigungsprozessgestaltung auf.
Seit 1984 tritt er als Liedermacher in Konzerten auf. Zunächst mit vertonter Lyrik, später zunehmend und inzwischen fast ausschließlich mit eigenen Texten. Nach seinem Studium arbeitete er von 1986 bis 1990 im VEB Elektromat Dresden. Während dieser Zeit nahm er Gitarren- und Unterricht in Spracherziehung. 1989 nahm er an den Chansontagen in Frankfurt/Oder teil. Von 1987 bis 1989 leitete es das Talentecafe Dresden Nord. 1991 zog er mit seiner Familie nach Tangermünde (Sachsen-Anhalt). Seit 2004 ist er Mitglied des Clubs Altmärkischer Autoren, den er von 2009 bis 2011 leitete. Seit Oktober 2005 wird er bei seinen Konzerten von Edgar Kraul auf der Gitarre begleitet.
2010 wurde er in den Förderverein der Schriftsteller Sachsen-Anhalt aufgenommen. Seit 2016 ist er Mitglied im Friedrich-Bödecker-Kreis.
Seit 2015 schreibt er zunehmend auch kleine Stücke für Gitarre - meist Duette, die er zusammen mit seinem Gitarristen Edgar Kraul vorträgt. 2021 begleitete er das Hörbuch Durch sieben Wälder musst ich gehen von Eckhard Erxleben.
Thomas Stein ist verheiratet und hat zwei Kinder. Er lebt und arbeitet in Tangermünde (Sachsen-Anhalt).

## Diskografie

### Studioalben
- 2000: Zeitzeichen (Eigenproduktion)
- 2004: Alte neue Lieder (Eigenproduktion)
- 2005: An den kalten Tagen (Eigenproduktion)
- 2007: Treibgut (Eigenproduktion)
- 2010: Worte im Wind (Eigenproduktion)
- 2013: Jahresringe (House-Master Records)
- 2017: Land in Sicht (House-Master Records)
- 2022: Kleine Dinge (mit Edgar Kraul, House-Master Records)

### Instrumentalalben
- 2010: Skizzenblock (Eigenproduktion)
- 2017: Gandar (Eigenproduktion)
- 2017: Jenseits der Stille (Eigenproduktion)
- 2020: Augenblicke (Eigenproduktion)
- 2017: Gandar (Eigenproduktion)
- 2021: Lichtblicke (Eigenproduktion)
- 2022: Zweiundzwanzig Klavierstücke (Eigenproduktion)
- 2023: A Little Sentimental – 33 Piano Pieces from 2022 (Eigenproduktion)
- 2023: Like Flying – 22 Piano Pieces from 2023 (Eigenproduktion)
- 2023: Abandoned Places – 24 Piano Pieces from 2023 (Eigenproduktion)
- 2023: A Travel to Autumn – Piano Pieces (Eigenproduktion)
- 2024: My Longing for Spring (Eigenproduktion)
- 2024: Little Things in April (Eigenproduktion)
- 2024: Fernab der Städte – 22 Stücke für Piano (Eigenproduktion)
- 2024: Alles in mir singt – 21 neue Klavierstücke (Eigenproduktion)
- 2024: Colors of Autumn – 20 neue Klavierstücke (Eigenproduktion)
- 2025: Wolkenlücken – 22 Stücke für Klavier (Eigenproduktion)
- 2025: Zwischentöne – 23 Stücke für Klavier (Eigenproduktion)
- 2025: Verlorene Lieder – 21 Stücke für Klavier (Eigenproduktion)
- 2025: Unterwegs – 22 Stücke für Klavier (Eigenproduktion)
- 2025: Sounds of cedar and spruce - 25 Stücke für Gitarren Duo (Eigenproduktion)

### Technoalben
- 1999: Daydream (Eigenproduktion)
- 2000: Here I Am (Eigenproduktion)

### Sonstiges
- 2021: Eckhard Erxleben: Durch sieben Wälder musst ich gehen (Hörbuch mit Gitarrenuntermalung)

## Buchpublikationen
- Zeitzeichen: Gedichte und Liedtexte auf dem Weg. Verlags-Gemeinschaft Anarche, Inning 1992, ISBN 978-3-927317-72-7.
- Zwischenruf. 2008, ISBN 978-1-4116-5136-4.
- Abenteuer in Furchib. Kinderbuch. Mit Zeichnungen von Britta Stein. Ubooks, Augsburg 2002, ISBN 3-935798-90-3.
- Treibgut. Gedichte und Liedtexte. Books on Demand, Norderstedt 2012, ISBN 978-3-8448-8919-2.
- Jahresringe. Gedichte und Liedtexte. Books on Demand, Norderstedt 2013, ISBN 978-3-8482-6496-4.